# Ministère des Affaires sociales et du Travail (Haïti)
Le Ministère des Affaires sociales et du Travail (MAST) est un ministère du gouvernement d'Haïti chargé de la protection sociale et du travail en Haïti.

## Mission
Dans le cadre de la Loi Organique du 24 novembre 1983, le ministère a reçu la mission principale de:
- Définir et exécuter la politique sociale du Gouvernement d'Haïti;
- Protéger les travailleurs et améliorer leurs conditions de travail ;
- Établir un régime de sécurité sociale contre les risques physiologiques, économiques et sociaux ;
- Mener la lutte contre la malnutrition, le chômage et la pauvreté ;
- Créer, autoriser et superviser les œuvres de prévoyance et d’assistance sociale publiques ou privées ;
- Accorder une protection particulière aux femmes, aux enfants, aux vieillards et aux infirmes.